# Stefan Mayr
Stefan Mayr (* 1969) ist ein österreichischer Botaniker und Hochschullehrer an der Universität Innsbruck.

## Leben
Stefan Mayr studierte ab 1988 Biologie mit Schwerpunkt Ökologie an der Universität Innsbruck und schloss seine Diplomarbeit 1993 bei Walter Larcher am Institut für Botanik ab. 1996 promovierte Mayr bei Wolfgang Doppler und Hans Grunicke vom Institut für medizinische Chemie und Biochemie über Signaltransduktion in Maus-Milchepithelzellen mit ausgezeichnetem Erfolg.
Seine wissenschaftliche Laufbahn begann 1995 als Forschungsassistent am Institut für Medizinische Chemie und Biochemie an der Universität Innsbruck. 1996 wurde Mayr Assistent von Helmut Bauer am Institut für Botanik im Bereich Pflanzenphysiologie. 2003 folgte die Habilitation im Fach Botanik an der Universität Innsbruck. Seit 2004 leitet Mayr die Forschungsgruppe „Ökophysiologie“ und hat seit Oktober 2011 den Lehrstuhl für Botanik/Wasserhaushalt der Pflanzen der Universität Innsbruck inne.
Darüber hinaus ist Mayr Geschäftsführer der Firma ÖKOM, die als technisches Büro für Ökologie in den Bereichen Naturschutz und Landschaftsplanung tätig ist.

## Forschung
Im Zentrum seiner Forschungsaktivitäten steht die pflanzliche Hydraulik. Mayr kombiniert dabei die Grundlagenforschung an alpinen Arten und an Pflanzen tieferer Höhenlagen mit anwendungsorientierten Projekten aus den Bereichen Forstwirtschaft, Landwirtschaft und Naturschutz.

## Privat
Neben seiner Forschungstätigkeit beschäftigt sich Mayr mit Projekten im Bereich Kunst, Comedy und Wissenschaftskommunikation. Mayr ist Gewinner des 5. Innsbrucker Science-Slam (2015). Außerdem wurde eine seiner Cartoon-Serien zum Thema „How to do Plant Science“ vom renommierten Journal „Trends in Plant Science“ publiziert.

## Auszeichnungen
Mayr wurde mit folgenden Preisen geehrt:
- 2002: Preis der Landeshauptstadt Innsbruck für die wissenschaftliche Forschung an der Universität Innsbruck[3]
- 2003: Wissenschaftsförderungspreis des Akademischen Alpinen Vereins der Universität Innsbruck[3]
- 2004: Eduard-Wallnöfer-Preis für Forschungs- und Studienprojekte[3]
- 2006: Wissenschaftskommunikationspreis FWF (für das Projekt „Flower Power-Wasserkraft in Pflanzen“)[12]
- 2012: Liechtenstein-Preis für exzellente Forschung (für seine Forschungsarbeiten zur Bildung von Embolien in Pflanzen)[2]
- 2014: LehrePlus!-Preis der Universität Innsbruck[13]
- 2015: Ars Docendi-Staatspreis für exzellente Lehre[3]

## Publikationen
- Stefan Mayr et al.: Frost drought in conifers at the alpine timberline: xylem dysfunction and adaptations. In: Ecology. Band 87, Nr. 12, 2006, S. 3175–3185.
- Brendan Choat et al.: Global convergence in the vulnerability of forests to drought. In: Nature. Band 491, 2012, S. 752–755.
- Stefan Mayr et al.: Uptake of water via branches helps timberline conifers refill embolized xylem in late winter. In: Plant Physiology. Band 164, Nr. 4, 2014, S. 1731–1740.
- Barbara Beikircher, Stefan Mayr: Avoidance of harvesting and sampling artefacts in hydraulic analyses: a protocol tested on Malus domestica. In: Tree Physiology. Band 36, Nr. 6, 2016, S. 797–803.
- Maxime Cailleret et al.: A synthesis of radial growth patterns preceding tree mortality. In: Global Change Biology. Band 23, Nr. 4, 2017, S. 1675–1690.
- Andreas Bär, Andrea Nardini, Stefan Mayr: Post‐fire effects in xylem hydraulics of Picea abies, Pinus sylvestris and Fagus sylvatica. In: New Phytologist. Band 217, Nr. 4, 2018, S. 1484–1493.